# 楠苏圣安娜
楠苏圣安娜（法語：Nans-sous-Sainte-Anne，法語發音：[nɑ̃ su sɛ̃t an]，意为“圣安娜下方的楠”）是法国杜省的一个市镇，位于该省西部，属于贝桑松区。

## 地理
楠苏圣安娜（46°58'36"N, 5°59'56"E）面积8.86 平方千米，位于法国勃艮第-弗朗什-孔泰大區杜省，该省份为法国东部内陆省份，北起上索恩省，西接汝拉省，东部及东南部与瑞士接壤，东北部与贝尔福地区省接壤。
与楠苏圣安娜接壤的市镇（或旧市镇、城区）包括：克鲁泽米热特、蒙马乌、圣安娜、热赖斯、赛兹奈、萨兰莱班。

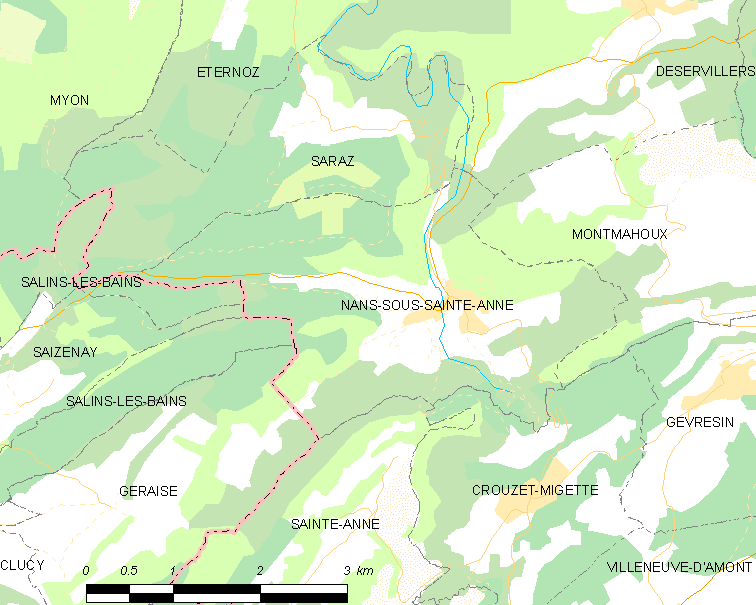
楠苏圣安娜的OSM定位图

楠苏圣安娜的时区为UTC+01:00、UTC+02:00（夏令时）。

## 行政
楠苏圣安娜的邮政编码为25330，INSEE市镇编码为25420。

## 政治
楠苏圣安娜所属的省级选区为奥尔南县。

## 人口

1962-2008年间楠苏圣安娜人口变化图示

楠苏圣安娜于2022年1月1日时的人口数量为169人。